# Волково (Кингисеппский район)
Во́лково (фин. Sutela) — деревня в Кузёмкинском сельском поселении Кингисеппского района Ленинградской области.

## История
Согласно шведским «Балтийским писцовым книгам» (Baltiska Fogderäkenskaper) деревня носила названия: Sutella (1584—1586 годы) и Swddella (1589 год).
На карте Ингерманландии А. Ростовцева от 1727 года она упоминается как деревня Волкова.
Деревня Волково обозначена на карте Санкт-Петербургской губернии Я. Ф. Шмидта 1770 года.
Деревня Волкова упоминается на карте Санкт-Петербургской губернии Ф. Ф. Шуберта 1834 года.

ВОЛКОВО — деревня, принадлежит графу Нессельроде, число жителей по ревизии: 44 м. п., 48 ж. п. (1838 год)

В пояснительном тексте к этнографической карте Санкт-Петербургской губернии П. И. Кёппена 1849 года она записана как деревня Sutela (Волково) и указано количество её жителей на 1848 год: ижоры — 36 м. п., 36 ж. п., савакотов — 13 м. п., 16 ж. п.,, всего 101 человек. Ижоры относились к православному Кейкинскому Петропавловскому приходу, савакоты — к лютеранскому приходу Косёмкина.

ВОЛКОВО — деревня Ведомства государственного имущества, по просёлочной дороге, число дворов — 16, число душ — 48 м. п. (1856 год)

ВОЛКОВО — деревня, число жителей по X-ой ревизии 1857 года: 55 м. п., 55 ж. п., всего 110 чел.

- Деревня Волково на карте 1860 года

В 1860 году деревня называлась Волкова и насчитывала 15 крестьянских дворов.

ВОЛКОВО — деревня казённая при реке Россони, число дворов — 18, число жителей: 58 м. п., 50 ж. п. (1862 год)

ВОЛКОВО — деревня, по земской переписи 1882 года: семей — 22, в них 71 м. п., 78 ж. п., всего 149 чел.

ВОЛКОВО — деревня, число хозяйств по земской переписи 1899 года — 30, число жителей: 106 м. п., 108 ж. п., всего 214 чел.
 разряд крестьян: бывшие владельческие, народность: финская

В конце XIX — начале XX века деревня административно относилась к Наровской волости 2-го стана Ямбургского уезда Санкт-Петербургской губернии.
С 1917 по 1927 год деревня Волково входила в состав Волковского сельсовета Наровской волости Кингисеппского уезда.
Согласно данным переписи населения СССР 1926 года в деревне Волково проживали 166 человек, большинство ижоры а также финны и эстонцы.
С 1927 года в составе Кингисеппского района.
С 1928 года в составе Больше-Кузёмкинского сельсовета. В 1928 году население деревни Волково также составляло 166 человек.
С 1930 года в составе Куровицкого сельсовета.
По данным 1933 года деревня Волково входила в состав Куровицкого сельсовета.
- План деревни Волково. 1938 год

Согласно топографической карте 1938 года деревня насчитывала 48 дворов, в деревне была паромная переправа через Россонь.
Деревня была освобождена от немецко-фашистских оккупантов 2 февраля 1944 года.
В 1958 году население деревни Волково составляло 87 человек.
По данным 1966 и 1973 годов деревня Волково также находилась в составе Куровицкого сельсовета.
По данным 1990 года деревня Волково входила в состав Кузёмкинского сельсовета Кингисеппского района.
В 1997 году в деревне Волково Кузёмкинской волости проживали 13 человек, в 2002 году — 22 человека (русские — 64 %), в 2007 году — 16, в 2010 году — 32.

## География
Деревня расположена в западной части района на берегу реки Россонь. Деревню окружает лес.
Расстояние до административного центра поселения — 8 км.
Расстояние до ближайшей железнодорожной станции Усть-Луга — 24,5 км.
Деревня находится на автодороге 41К-616 (подъезд к дер. Волково), к востоку от автодороги 41К-109 (Лужицы — Первое Мая).

## Демография
| 1862 | 2007 | 2010 | 2017 |
| ---- | ---- | ---- | ---- |
| 118  | ↘16  | ↗32  | ↘21  |

### Национальный состав
Согласно данным Всероссийской переписи населения 2021 года в деревне проживали 2 человека, из них:
 русские — 1, один человек национальность не указал.

## Улицы
Заречная, Лесная, Радостная, Солнечная, Центральная.